# Lilleborg
Lilleborg er en bornholmsk borgruin midt i Almindingen.
Lilleborg er hovedsagelig bygget af kampestenskvadre og ligger på en 16 meter høj klippeknude omgivet af den nu delvis udtørrede Borresø. Borgen var omgivet af en svær mur, hvoraf rester ses endnu. Tårnets nederste del og fundamenter af andre bygninger er også bevaret.
Lilleborgs placering inde i landet frem for ude ved kysten er blevet sammenlignet med Refshaleborg i Maribosøerne på Lolland.

## Historie
Da kong Svend Grathe i 1149 afgav de tre herreder (Nørre, Øster og Sønder Herred) til kirken, beholdt han Vester Herred med Rønne og Gamleborg i Almindingen.
Der vides meget lidt om borgens tilblivelseshistorie. Den antages at være bygget omkring 1190 under kong Knud 6. som erstatning for det efterhånden forældede Gamleborg. Den var det kongelige modstykke til ærkebispens borg Hammershus og menes at være stormet og ødelagt i 1259 af ærkebiskop Jakob Erlandsens forbundsfælle fyrst Jaromar af Rügen.